# Smidovitj
Smidovitj (russisk: Смидович; jiddisch: סמידאוויטש) er en bymæssig bebyggelse (russisk: Посёлок городского типа) i den Jødiske autonome oblast i det den fjernøstlige del af Rusland. Den har et indbyggertal på 4.262 (2023) indbyggere. Smidovitj ligger ca. 76 km øst for oblastens hovedby Birobidzjan og ca. 100 km vest for storbyen Khabarovsk.
Smidovitj er en tidlig jødiske beboelse grundlagt i 1928. Byen er navngivet efter Pjotr Smidovitj (russisk: Пётр Гермогенович Смидович) som sammen med Mikhail Kalinin stod for oprettelsen af den Jødiske autonome oblast. Smidovitj har et jiddisch amatørteater.
Den transsibiriske jernbane køre gennem byen Smidovitj.

## Eksterne henvisning
- Smidovitj på Google Maps